# Лутак Іван Кіндратович

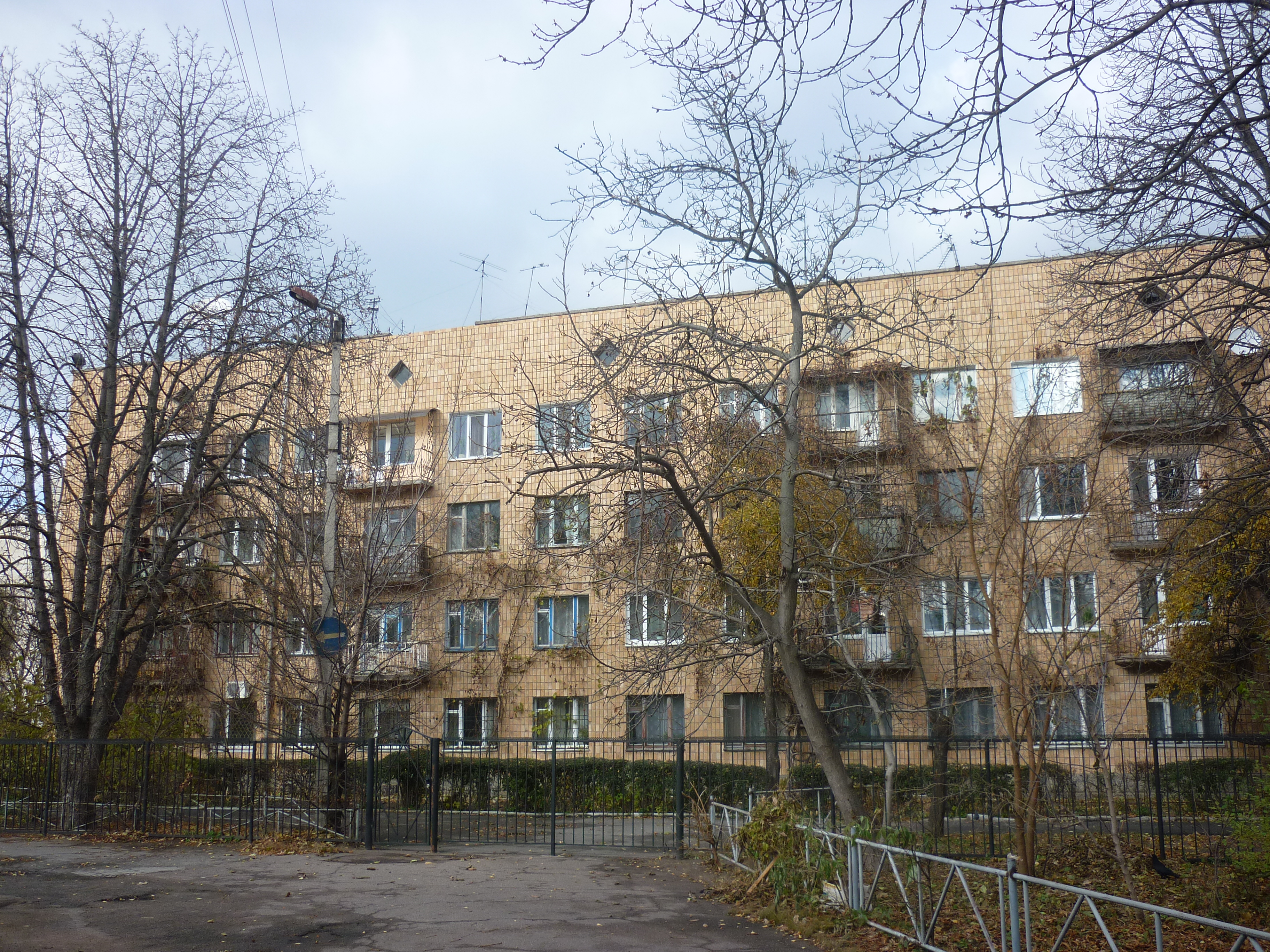
Будинок в Черкасах, де жив Лутак в 1976–1988 роках

Могила Івана Лутака

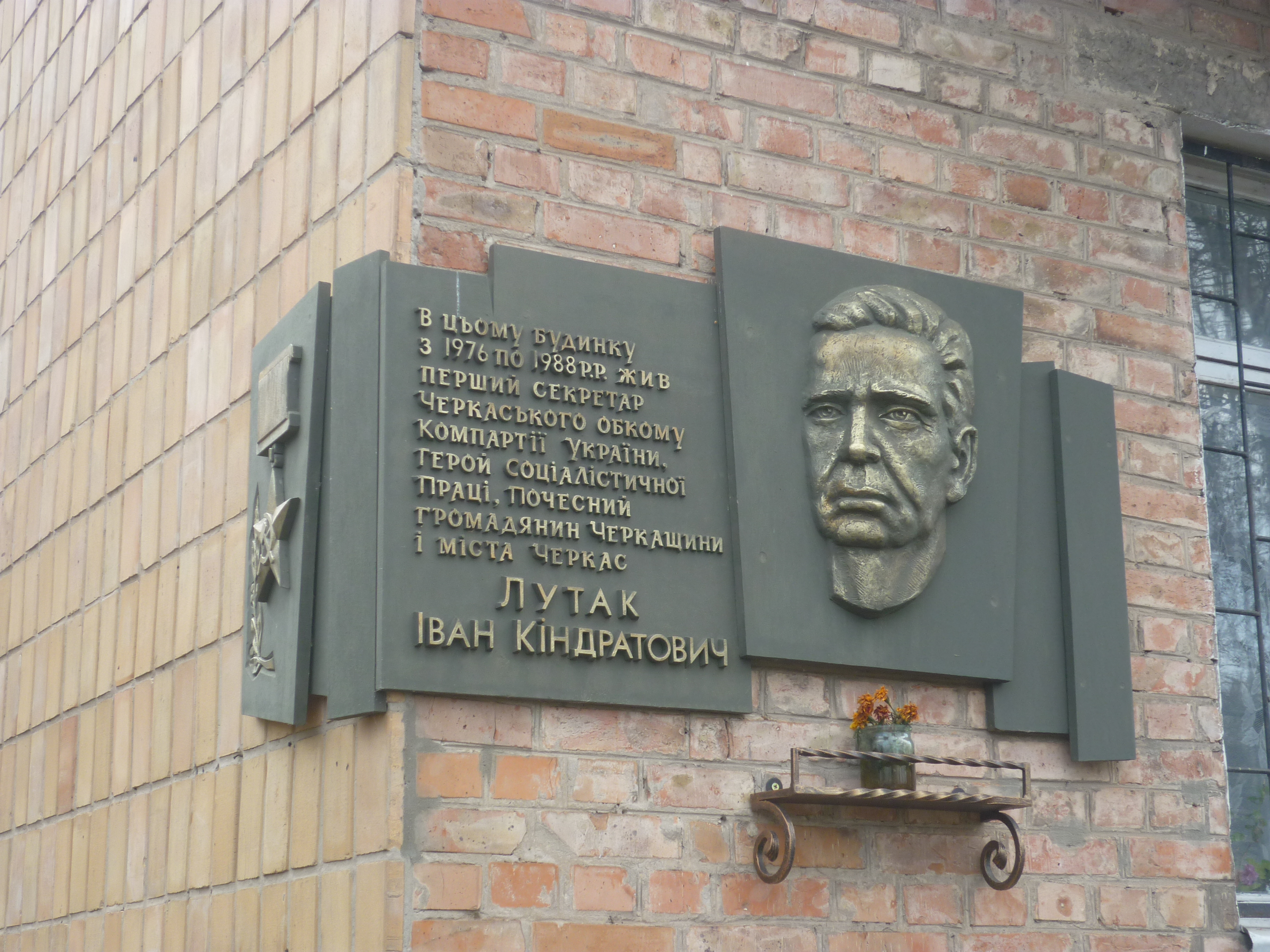
Меморіальна дошка

Іван Кіндратович Лутак (3 червня 1919, Комарівка — 29 січня 2009, Київ) — партійний діяч, перший секретар Черкаського обкому Комуністичної партії України, Герой Соціалістичної Праці (28.02.1986), почесний громадянин міста Черкаси. У 1961—1964 роках — кандидат у члени ЦК КПРС, у 1964—1976 та 1986—1989 роках — член ЦК КПРС. У 1954—1956 роках — член Ревізійної комісії ЦК КПУ, у 1956—1961 роках — кандидат у члени ЦК КПУ, у 1961—1990 роках — член ЦК Компартії України. У січні 1967 — лютому 1976 — член Політбюро ЦК Компартії України. Депутат Верховної Ради СРСР 6—11-го скликань. Депутат Верховної Ради УРСР 4—5-го та 7—9-го скликань.

## Біографія
Народився 3 червня 1919 року в селі Комарівка (тепер Макарівського району Київської області) в бідній селянській родині.
Член ВКП(б) з 1940 року.
До 1941 року навчався в Київському сільськогосподарському інституті. У 1942 році закінчив Казахський сільськогосподарський інститут. У 1942 році — слухач Військово-хімічної академії імені К. Є. Ворошилова.
Учасник німецько-радянської війни. У 1942 році пішов на фронт, був начальником хімічного захисту стрілецького полку. У складі 194-го стрілецького полку 162-ї стрілецької дивізії брав участь в боях на Центральному, Білоруському й 1-му Українському фронтах. У березні 1944 року був важко поранений.
У 1945–1946 роках працював заступником директора Саливонківського цукрового комбінату Київської області. У 1946 році обирався заступником голови виконавчого комітету Бородянської районної ради депутатів трудящих Київської області.
У 1946–1947 роках — слухач Республіканської партійної школи при ЦК КП(б) України.
У 1947–1949 роках — 2-й секретар Кагановицького районного комітету КП(б)У Київської області. У 1949–1951 роках — 1-й секретар Христинівського районного комітету КП(б)У Київської області.
У 1951 — липні 1953 року — завідувач сільськогосподарського відділу Київського обласного комітету КП(б)У.
У 1953 – січні 1954 року — 1-й секретар Києво-Святошинського районного комітету КПУ Київської області.
У січні 1954 — січні 1961 роках — голова виконавчого комітету Черкаської обласної ради депутатів трудящих.
У січні 1961 — квітні 1967 — 1-й секретар Кримського обласного комітету Комуністичної партії України (у січні 1963 — грудні 1964 — 1-й секретар Кримського сільського обласного комітету КПУ).
З 23 січня 1967 року — секретар, з 19 червня 1969 по 30 січня 1976 року — 2-й секретар ЦК Компартії України.
З січня 1976 по вересень 1988 року — 1-й секретар Черкаського обласного комітету КП України.
Указом Президії Верховної Ради СРСР від 28 лютого 1986 року за велику організаторську роботу по мобілізації трудящих області на успішне виконання високих соціалістичних зобов'язань по збільшенню виробництва та продажу державі продуктів тваринництва в одинадцятій п'ятирічці на основі впровадження інтенсивних технологій і передових методів організації праці першому секретарю Черкаського обкому Компартії України Лутаку Івану Кіндратовичу присвоєно звання Героя Соціалістичної Праці з врученням ордена Леніна і золотої медалі «Серп і Молот».
З вересня 1988 року — на пенсії.
Указом Президії Верховної Ради Автономної Республіки Крим від 24 травня 1999 року за значний внесок у соціально-економічний розвиток Криму Лутаку Іван Кіндратович присвоєно звання «Почесний кримчанин».
Помер 29 січня 2009 року. Похований у Києві на Байковому кладовищі (ділянка № 33). 9 квітня 2010 року йому було встановлено пам'ятник. У відкритті взяли участь голова Черкаської обласної ради Володимир Гресь, заступник голови облдержадміністрації Анатолій Чабан, депутати обласної ради, рідні, друзі й соратники.

## Нагороди
- Герой Соціалістичної Праці (28.02.1986)
- п'ять орденів Леніна (26.02.1958; 22.03.1966; 2.06.1969; 8.12.1973; 28.02.1986)
- орден Жовтневої Революції (25.10.1971)
- орден Вітчизняної війни І ст. (11.03.1985)
- орден Трудового Червоного Прапора (22.12.1977)
- орден Червоної Зірки (25.06.1944)
- медаль «За бойові заслуги» (23.08.1943)
- медаль «За трудову доблесть» (25.12.1959)
- орден «За заслуги» ІІ ст. (2004)
- орден «За заслуги» ІІІ ст. (1999)
- Почесна грамота Президії Верховної Ради Української РСР (1.06.1979)
- Почесний громадянин Черкащини (2008)
- Почесний громадянин міста Черкаси
- Почесний кримчанин (1999)

## Вшанування пам'яті
3 червня 2011 року в Черкасах на будинку, де під час роботи на Черкащині де мешкав І. К. Лутак, була відкрита меморіальна дошка